# Żytorodź
Żytorodź (biał. Жытарадзь, ros. Житородь) – wieś na Białorusi, w obwodzie grodzieńskim, w rejonie grodzieńskim, w sielsowiecie Indura.
Dawniej folwark wchodzący w skład dóbr rodziny Kozłowskich. W dwudziestoleciu międzywojennym dwór leżał w Polsce, w województwie białostockim, w powiecie grodzieńskim, w gminie Indura.
Według Powszechnego Spisu Ludności z 1921 roku ówczesny folwark zamieszkiwały 84 osoby, 63 było wyznania rzymskokatolickiego, 19 prawosławnego, a 2 ewangelickiego. Jednocześnie 82 mieszkańców zadeklarowało polską przynależność narodową, 1 niemiecką, a 1 inną. Było tu 6 budynków mieszkalnych.
Miejscowość należała do parafii rzymskokatolickiej i parafii prawosławnej w Indurze. Podlegała pod Sąd Grodzki w Indurze i Okręgowy w Grodnie; właściwy urząd pocztowy mieścił się w Indurze.
Po 1939 miejscowość weszła w struktury administracyjne Związku Radzieckiego. 